# Aerodramus leucophaeus
Aerodramus leucophaeus là một loài chim trong họ Apodidae.